# Гулидов, Александр Иванович
Александр Иванович Гулидов (15 апреля 1947 — 31 декабря 2012) — российский учёный в области механики деформируемого твердого тела, доктор физико-математических наук, профессор.

## Биография
Родился в Омске. Окончил Томский государственный университет
(ТГУ), механико-математический факультет по специальности «Механика» (1970).
Работал в Сибирском отделении АН СССР / РАН: стажер-исследователь, с 1972 младший научный сотрудник в Вычислительном центре.
С 1976 г. в Институте теоретической и прикладной механики (ИТиПМ): младший, старший, ведущий научный сотрудник.
С 2000 г. профессор кафедры механики деформируемого твердого тела Новосибирского университета. Читал курс «Механика деформируемого твердого тела» и спецкурс «Численные методы решения динамических упругопластических задач».
Преподавал на кафедре прикладной математики Новосибирского государственного архитектурно-строительного университета (Сибстрин / НГАСУ).
Ученые степени и звания:
- 1981 кандидат физико-математических наук, тема диссертации «Численное моделирование процессов соударения деформируемых тел в упругопластическом приближении»;
- 1984 старший научный сотрудник;
- 1997 доктор физико-математических наук, тема диссертации «Математическое моделирование процессов соударения деформируемых тел с учётом разрушения и фрагментации»;
- 2000профессор по кафедре прикладной математики.

Научные интересы — математическое моделирование высокоскоростных процессов при взаимодействия твердых деформируемых тел.
Лауреат двух премий Ленинского комсомола (1977 — за создание комплекса программ для расчета и проектирования новой техники, 1981 — за работу «Математическое моделирование волн цунами в приложении к оперативному прогнозу и цунами районированию дальневосточного побережья СССР»), Совета Министров СССР (1990 — за создание математического обеспечения для моделирования на ЭВМ процессов высокоскоростного взаимодействия тел).
Книги:
- Высокоскоростное взаимодействие тел. Новосибирск, 1999. 600 с. (в соавт.)
- Интегральное исчисление одной переменной (неопределенный интеграл): Учеб. пособие. Новосибирск, 2001. 76 с. (в соавт.)
- Влияние импульсной обработки на технологические дефекты деталей. Новосибирск, 2005. 167 с. (в соавт.).